# ポーラー 狙われた暗殺者
『ポーラー 狙われた暗殺者』（ポーラーねらわれたあんさつしゃ、原題：Polar）は、2019年に配信されたアメリカ合衆国とドイツの合作によるスリラー映画。監督はヨナス・アカーランド、主演はマッツ・ミケルセン。Netflix配信。本作はヴィクター・サントスが2012年に発表した漫画『Polar』を原作としている。

## ストーリー
国際的な暗殺請負会社ダモクレスに所属していた元殺し屋のマイケル・グリーンは50歳の定年を迎え、数百万ドルの退職金と年金を貰って悠々自適の引退生活を送ろうとしていた。その矢先、チリの辺地の豪邸にてヒルデ率いる若い男女の殺し屋チームに暗殺される。実は、暗殺命令を出したのは父の後を継いでダモクレスの社長になったばかりの放蕩息子ブルートであった。彼は会社の身売りを考えていたが、そのためにネックとなる多額の負債を解消するために、引退する暗殺者が受け取る予定の莫大な退職金と年金を狙うことにした。それは社員が退職金や年金を受け取る前に死亡した場合には、その受取人がダモクレス社になるという規則に目をつけたものであった。
「暗黒の皇帝（ブラック・カイザー）」というあだ名で知られる凄腕暗殺者ダンカン・ヴィズラもまた2週間後に引退を迎えようとしていた。ブルートは、ベテランの連絡役で、ダンカンをよく知るヴィヴィアンの反対を押し切っても、彼の暗殺も計画するが、用心深い彼は仕掛けられた罠を見破り、自分の身に危険が迫っていることに気づく。ダンカンはダモクレス社との連絡を断つと、引退後の住居として前もって用意していたモンタナ州の寒い小さな町へと向かう。ここで穏やかな老後を過ごす心算であったが、かつて自分が手にかけた人間の夢を毎日のように見る有り様で、穏やかな心境で暮らせる状態になかった。ほどなくして、ダンカンは隣人の内気な女性カミーユと親しくなる。ダンカンは万一に備えてカミーユに銃の使い方を教えることにした。
一方、ブルートはヒルデらにダンカンの暗殺を命じる。彼女らはダンカンの会計士など、無関係の人間も平気で殺しながらその消息を追うが、用心深く自身の痕跡を消した彼に手をこまねく。やがて定期的に行われていた謎の寄付金の振込情報から彼の居場所を突き止め、仲間のシンディが偶然を装って彼に近づく。いつものように相手を油断させたところを急襲して一気にカタをつけようとするが、気づいていたダンカンは全員を返り討ちにする。事後の情報収集の中でカミーユがダモクレス社に誘拐されたことを知る。
ダンカンはさらに情報を集めるため、かなり昔に引退した元殺し屋の老人ポーターを頼るが、実はダモクレス社とつながっていた彼に麻痺毒を盛られ、ダモクレス社に捕まってしまう。粉をかけていたシンディを殺されて激怒していたブルートは、鬱憤を晴らすためにダンカンを簡単には殺さず自ら拷問を行う。3日間の拷問によって、ダンカンは左目を失明する重傷を負うも、相手の油断から脱出に成功する。そして元恋人ジャスミンの下で傷の治療を行い、武器を調達する。
ダンカンはヴィヴィアンに電話を掛け自分の身と引き換えにカミーユの身柄を要求する。ブルートらはこれを利用して今度こそダンカンを殺すべく、逆探知で彼の居場所を割り出し、ヴィヴィアンが多数の社員（殺し屋）を引き連れて現場に赴く。ダンカンはヴィヴィアンに見逃すチャンスを与えるが、彼女がこれを拒否すると遠隔装置を使ってダモクレス社の社員を皆殺しにし、重傷を負うもまだ息のあるヴィヴィアンを放置してブルートの元へ向かう。正面から堂々とやってきたダンカンにブルートの護衛らは逃げ出し、一人残されたブルートはあっさり斧で首を斬られ惨殺される。その後、ダンカンは捕らえられていたカミーユを救出し、モンタナへと帰る。
朝、カミーユの小屋で目覚めたダンカンは、そこにあった新聞の切り抜きから、カミーユの正体がかつて自分が殺した一家で、あえて見逃した幼い娘であったことに気づく。ダンカンは彼女を気にかけ、定期的に寄付金を送っていたのだが、カミーユはその情報から仇（ダンカン）の居場所を突き止め、偽名を使って隣の家に引っ越してきたのであった。彼女に銃を突きつけられたダンカンは、すべてを諦め、心を閉ざして引き金を引くように命じるが、彼女は躊躇い、諦める。その代わりカミーユは父の暗殺を命じた人物を教えて欲しいと頼み、ダンカンはそれに肯定的な返事をしたところで物語は終わる。

## 登場人物
※括弧内は日本語吹替
ダンカン・ヴィズラ / ブラック・カイザー - マッツ・ミケルセン（井上和彦）
主人公。定年を二週間後に控えたダモクレス社の凄腕の暗殺者。
カミーユ - ヴァネッサ・ハジェンズ（坂本真綾）
ダンカンの引退後の家の隣人。心に傷を負ってる。

### ダモクレス社
ブルート - マット・ルーカス（遠藤純一）
ダモクレス社の社長。支払う予定の退職金を狙って定年間近の社員の暗殺を企てる。
ヴィヴィアン - キャサリン・ウィニック（本田貴子）
会社と暗殺者の連絡係。
ヒルデ - フェイ・レン
若い男女の殺し屋チームの女リーダー。ブルートに目を掛けられており、彼の計画の実行役。
シンディ - ルビー・O・フィー
ヒルデのチームの一員。色仕掛け担当。
ファクンド - アンソニー・グラント
ヒルデのチームの一員。スナイパー。
アレクセイ - ジョシュ・クラダズ
ヒルデのチームの一員。
カール - ロバート・マイエ
ヒルデのチームの一員。運転係。
マイケル・グリーン - ジョニー・ノックスヴィル
ダモクレスの社員で定年を迎えたばかりの暗殺者。物語冒頭にてヒルデのチームに殺される。
ポーター - リチャード・ドレイファス（辻親八）
ダモクレスの元社員で、かなり昔に定年を迎え引退した暗殺者の老人。

### その他
ローマス - ジュリアン・リッチングス
ダンカンの会計士。
ジャンキー・ジェーン - ロヴィナ・ヤヴァリ
アレクセイの恋人。ジャンキー。
ジャスミン - アイーシャ・イッサ
ダンカンの昔馴染み。
ペドロ・ゴンザレス・ゴンザレス - ペドロ・ミゲル・アルセ
暗殺の標的。
エヴァリナ - アナスタシア・マリニナ
娼婦。
レジーナ - インガ・カドラネル
ブルートが会社を売却しようとしている相手。

## 製作・音楽
2014年10月22日、漫画『Polar』が実写映画化されると報じられた。2017年10月26日、マッツ・ミケルセンが本作に出演するとの報道があった。2018年2月23日、本作の配給権をNetflixが購入し、ヴァネッサ・ハジェンズ、キャサリン・ウィニック、マット・ルーカスがキャスト入りした。同日、本作の主要撮影がカナダのトロントで始まった。なお、本作の撮影はオンタリオ州のオロノでも行われた。
2018年9月19日、デッドマウスが本作で使用される楽曲を手掛けることになったとの発表があった。2019年1月7日、本作のオフィシャル・トレイラーが公開された。25日、本作のサウンドトラックが発売された。

## 評価
本作は批評家から酷評されている。映画批評集積サイトのRotten Tomatoesには47件のレビューがあり、批評家支持率は19%、平均点は10点満点で3.7点となっている。観客による支持率63%。サイト側による批評家の見解の要約は「アクション・スリラー映画でマッツ・ミケルセンが世界最強の殺し屋を演じるとなれば、その作品は極上の娯楽作に仕上がるはずである。しかし、『ポーラー 狙われた暗殺者』はその気になればどんな作品でも失敗作にできるということを証明している。」となっている。。また、Metacriticには9件のレビューがあり、加重平均値は16/100となっている。一方でInternet Movie Databaseでのユーザー評価は90%と高い評価を得た。。

## 日本語版
- 演出：大浦伸浩
- 翻訳：光瀬憲子
- 調整：太田泰明
- 制作担当：永吉栄子
- 制作：ポニーキャニオンエンタープライズ